# Метантенк

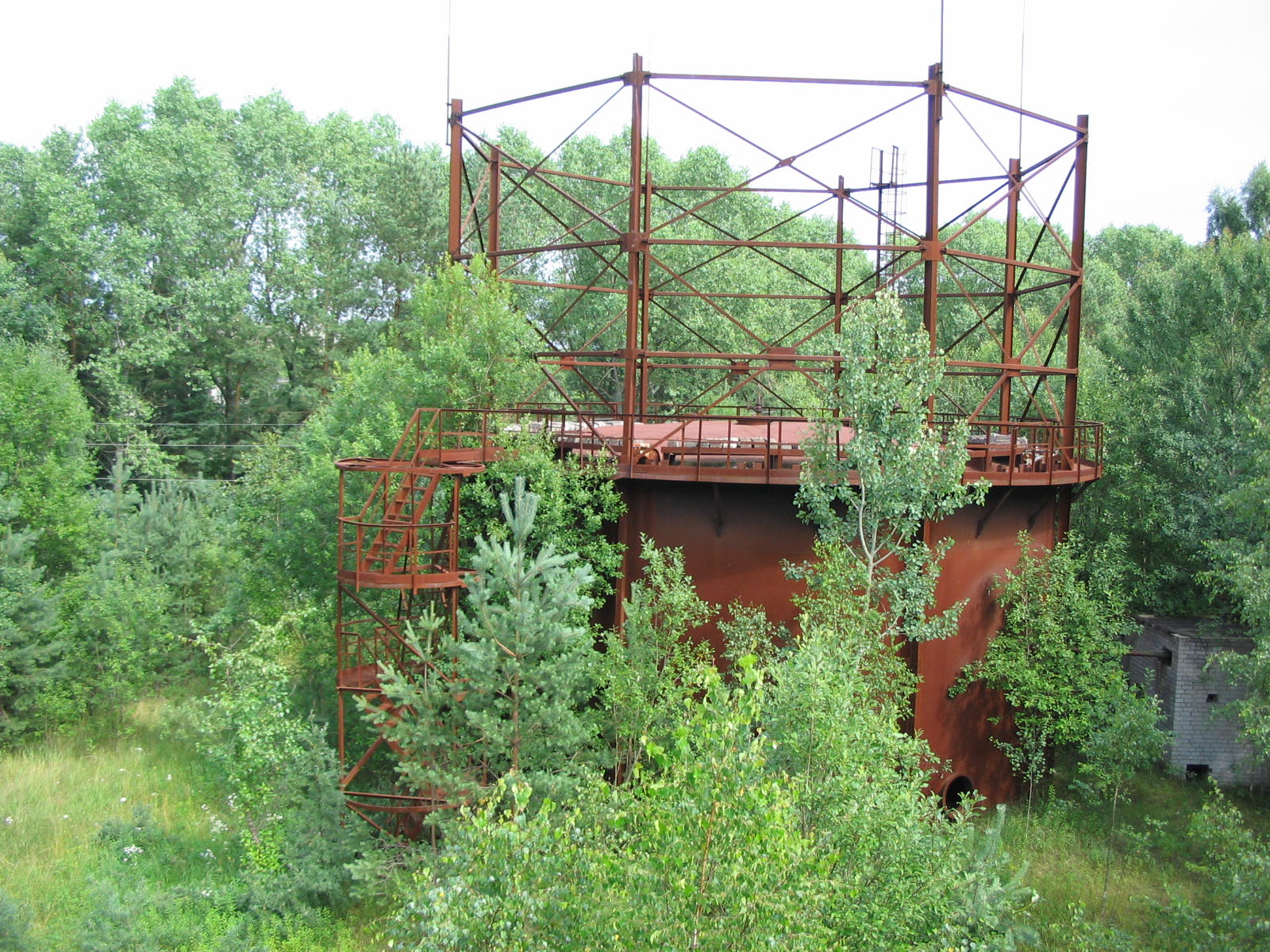
Метантенк на недостроенных очистных сооружениях в Калининграде

Метантенк (от англ. methane — метан и англ. tank — резервуар) — устройство для анаэробного брожения жидких органических отходов с получением метана.

## Назначение
Метантенк является одним из важных элементов очистных сооружений. В отличие от аэротенков в них поступает, как правило, не сама сточная жидкость, а концентрированный осадок, выпадающий в отстойниках.
Для малых количеств сточной жидкости (как правило, до 25 м³ в сутки) обычно применяют септики, для средних количеств (до 10 000 м³ в сутки) — двухъярусные отстойники.
Биологические методы очистки основаны на окислении органических остатков с использованием микроорганизмов. Неперегнивший осадок не может быть утилизован. В метантенках органические остатки переводятся в незагнивающую форму без доступа кислорода.
Первые эксперименты по метановому брожению канализационных отходов начались в конце XIX века. В середине 1920-х годов началась промышленная эксплуатация метантенков в Германии, Великобритании, США и СССР
.

## Конструкция
Конструктивно метантенк представляет собой цилиндрический или реже прямоугольный резервуар, который может быть полностью или частично заглублён в землю. Днище метантенка имеет значительный уклон к центру. Кровля метантенка может быть жёсткой или плавающей. В метантенках с плавающей кровлей снижается опасность повышения давления во внутреннем объёме.
Стенки и днище метантенка выполняются, как правило, из железобетона.

## Принцип действия
Сверху в метантенк по трубе поступает осадок и активный ил. Для ускорения процесса брожения метантенк подогревают, а содержимое перемешивают. Подогрев осуществляется водяным или паровым радиатором. В условиях отсутствия кислорода из органических веществ (жиров, белков  и т. д.) образуются жирные кислоты, из которых при дальнейшем брожении образуется метан и углекислый газ.
Сброженный ил высокой влажности удаляется из нижней части метантенка и направляется на сушку (например, иловые площадки). Образовавшийся газ отводится через трубы в кровле метантенка. Из одного кубического метра осадка в метантенке получается 12—16 кубометров газа, в котором около 70 % составляет метан.
Основными технологическими параметрами при расчётах метантенков являются температура во внутреннем пространстве, продолжительность сбраживания, производительность по сухому органическому веществу, концентрация перерабатываемого осадка и режим загрузки.
Наибольшее применение нашли мезофильный (при температуре 32—35 °C) и термофильный режим (при температуре 52—55 °C). Мезофильный режим является менее энергоёмким, термофильный позволяет применять метантенки меньшего объёма. За рубежом чаще применяется мезофильный режим.

В конце XX века вместо метантенков начали применять механическое обезвоживание и химическое кондиционирование нестабилизированных биологических осадков, однако эти методы энергетически менее выгодны.